# Univision Radio
RADIO

Univision Radio é uma grande media de radio. A companhia é formalmente da Hispanic Broadcasting Corporation. É uma grande companhia de radio dos Estados Unidos, e especialmente, por estar na Língua Espanhola. www.univision.com/radio